# Liste der Landschaftsschutzgebiete im Landkreis Mühldorf am Inn
Im Landkreis Mühldorf am Inn gibt es fünf Landschaftsschutzgebiete. (Stand: November 2018)

## Hinweise zu den Angaben in der Tabelle
- Gebietsname: Amtliche Bezeichnung des Schutzgebietes
- Bild/Commons: Bild und Link zu weiteren Bildern aus dem Schutzgebiet
- LSG-ID: Amtliche Nummer des Schutzgebietes
- WDPA-ID: Link zum Eintrag des Schutzgebietes in der World Database on Protected Areas
- Wikidata: Link zum Wikidata-Eintrag des Schutzgebietes
- Ausweisung: Datum der Ausweisung als Schutzgebiet
- Gemeinde(n): Gemeinden, auf denen sich das Schutzgebiet befindet
- Lage: Geografischer Standort
- Fläche: Gesamtfläche des Schutzgebietes in Hektar
- Flächenanteil: Anteilige Flächen des Schutzgebietes in Landkreisen/Gemeinden, Angabe in % der Gesamtfläche
- Bemerkung: Besonderheiten und Anmerkungen

Bis auf die Spalte Lage sind alle Spalten sortierbar.
| Gebietsname | Bild/Commons   | LSG-ID       | WDPA-ID | Wikidata  | Ausweisung | Gemeinde(n) | Lage     | Fläche ha | Flächenanteil                     | Bemerkung |
| --- | -------------- | ------------ | ------- | --------- | ---------- | ----------- | -------- | --------- | --------------------------------- | --------- |
| LSG Am Stampflberg im Gebiet des Marktes Gars am Inn | weitere Bilder | LSG-00435.01 | 395943  | Q59643795 | 1989       |             | Position | 154,01    | Landkreis Mühldorf am Inn (100 %) |           |
| Schutz des Bachlaufes samt Uferbewuchs zwischen Bergham und Polling im Bereich der Gemeinde Polling                                                                |                | LSG-00208.01 | 395688  | Q59643615 | 1971       |             | Position | 4,14      | Landkreis Mühldorf am Inn (100 %) |           |
| Schutz des Gebietes des Mühldorfer Hart als LSG |                | LSG-00307.01 | 395786  | Q59643833 | 1979       |             | Position | 1147,15   | Landkreis Mühldorf am Inn (100 %) |           |
| Schutz des Quellmoorhanges bei Lippach im Bereich der Gemeinde Flossing                                                                                            |                | LSG-00207.01 | 395687  | Q59643623 | 1971       |             | Position | 39,07     | Landkreis Mühldorf am Inn (100 %) |           |
| Schutz von Landschaftsteilen an beiden Seiten des Inns zwischen den Gemeindeteilen Ebing (Gemeinde Pürten) und Ecksberg (Gemeinde Altmühldorf), Landkreis Mühldorf |                | LSG-00169.01 | 395638  | Q59643444 | 1969       |             | Position | 85,49     | Landkreis Mühldorf am Inn (100 %) |           |